# Collegium Marianum (Pelplin)

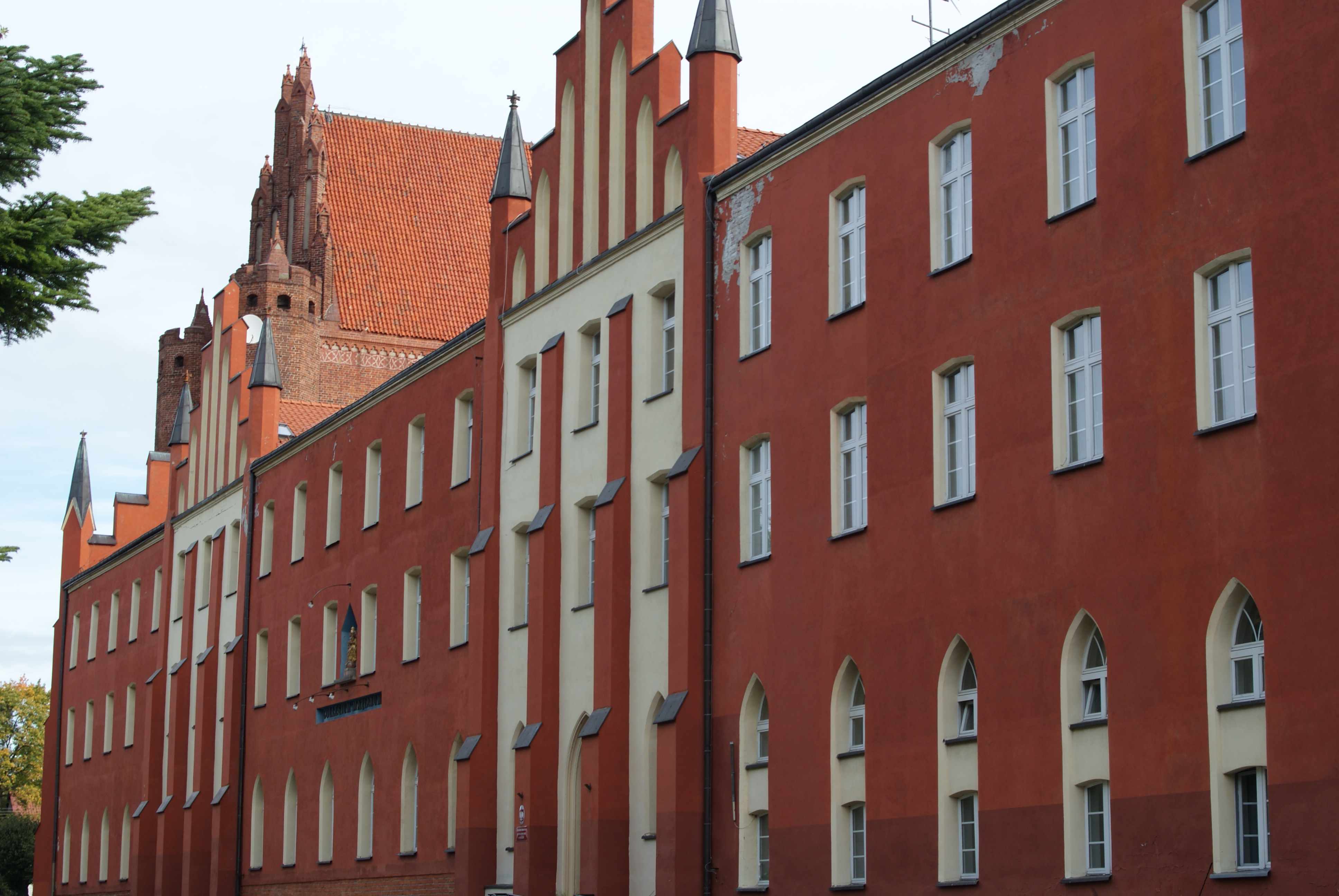
Collegium Marianum

Das Collegium Marianum Liceum Katolickie im. Jana Pawła II. ist eine Schule in Pelplin in Polen. Sie geht auf eine Tradition seit 1836 zurück.

## Geschichte
1836 wurde eine Dom- und Sängerschule in Pelplin gegründet, das seit 1824 Sitz der Bischöfe von Culm war. Sie sollte Ministranten und Sängerknaben für die Messen in der Kathedrale ausbilden. Die Schule war in einem Gebäude (Schenke?) des aufgelösten Zisterzienserklosters untergebracht. Um 1861 wurde ein anderer Gebäudeteil des Klosters bezogen. 
1864 wurde sie in ein bischöfliches Progymnasium umgewandelt und Collegium Marianum genannt. Es war die einzige mittlere Schule in Westpreußen, in der die polnische Sprache und Kultur maßgebend waren. Im Collegium Marianum wurden einige wichtige polnische gesellschaftliche Persönlichkeiten ausgebildet. 1836 gab es sechs Schüler, 1858 waren es bereits 128.
Nach der polnischen Unabhängigkeit 1919 wurde sie eine Mittelschule, seit 1927 Gymnasium. Nach der deutschen Besetzung 1939 wurde die Schule geschlossen, viele Lehrer danach getötet.
1946 richtete der Bischof ein privates gemischtes Gymnasium und Lyzeum ein, das 1951 verstaatlicht wurde. 1961 wurde die Schule geschlossen.
Seit 2000 gibt es wieder ein Gymnasium (Liceum Katolickie)  dort.

## Persönlichkeiten
Lehrer
- Romuald Frydrychowicz, 1880–1920, Geschichte
- Paul Panske, 1893–1902

Schüler
- Ludwig Riediger (Ludwik Rydygier, 1850–1920), deutscher Chirurg und Universitätsrektor
- Romuald Frydrychowicz (1850–1932), polnischer Priester, Lehrer in Pelplin und Regionalhistoriker
- Zenon Frydrychowicz (1851–1929), polnischer Jurist und Gerichtspräsident in Bydgoszcz
- Stefan Laszewski (1862–1924), polnischer Jurist und Reichstagsabgeordneter
- Julian von Saß-Jaworski (1862–1930), polnischer Gutsbesitzer und Reichstagsabgeordneter
- Petrus Dunajski (1869–1938), polnischer Priester und Reichstagsabgeordneter
- Marian Mokwa (1889–1987), polnischer Maler